# Laduholmen (vid Vättlax, Raseborg)
Laduholmen är en ö i Finland. Den ligger i Skärgårdshavet vid Vättlax i kommunen Raseborg i den ekonomiska regionen  Raseborg i landskapet Nyland, i den sydvästra delen av landet. Ön ligger omkring 110 kilometer väster om Helsingfors.
Öns area är 1,3 hektar och dess största längd är 170 meter i nord-sydlig riktning.